# Kpankou
Kpankou ist ein Arrondissement im Departement Plateau in Benin. Es ist eine Verwaltungseinheit, die der Gerichtsbarkeit der Kommune Kétou untersteht.

## Demographie
Gemäß der Volkszählung von 2013 hatte Kpankou 27.078 Einwohner, davon waren 13.173 männlich und 13.905 weiblich.

## Geographie
Die namensgebende Siedlung Kpankou liegt im Südwesten der Stadt Kétou und das Arrondissement als Teil des Départements Plateau im Südosten des Landes.

## Verwaltung
Kpankou setzt sich aus 18 Dörfern zusammen:
1. Adjozounmè
2. Agozounmè
3. Aguidi
4. Akpambaou
5. Alakouta
6. Ayékou
7. Ayétèdjou
8. Gangnigon
9. Gbègon
10. Kajola
11. Kpankou
12. Mowodani
13. Odokoto
14. Sodji
15. Vedji
16. Woroko
17. Zounguè-Igboola
18. Zounkpè-Etigbo

## Infrastruktur
Durch Kpankou läuft die Fernstraße RNIE4. Sie führt ostwärts nach Nigeria und in südlicher Richtung erst in das Département Zou und im weiteren Verlauf nach Togo.